# Chaetonotus tenuisquamatus
Chaetonotus tenuisquamatus är en djurart som tillhör fylumet bukhårsdjur, och som beskrevs av Luis E. Grosso 1982. Chaetonotus tenuisquamatus ingår i släktet Chaetonotus och familjen Chaetonotidae. Inga underarter finns listade i Catalogue of Life.